# シャンピニオンの魔女
『シャンピニオンの魔女』（シャンピニオンのまじょ）は、樋口橘による日本の漫画作品。白泉社のWEBコミックサイト『マンガPark』にて2019年10月18日より連載中。
メディアミックスとして、2024年12月にテレビアニメ化が発表されている。

## 登場人物

### 重要人物
シャンピニオン（きのこ）の魔女 / ルーナ
声 - 白石晴香
主人公。黒い森に住む若い黒髪、紫の瞳の黒魔女。元呪いの仔。
10代後半くらいの見た目だが普通の人間の何倍も生きている。身長は160cmほど。薬作りが趣味でそれを街で売り生業としている。周りの悪念を吸収し浄化続け自らが毒となってしまっているため、触れた所には毒キノコが生え、呼気にすら毒性が含まれている。そのため物心ついた時から街の人々に蔑まれていた。もともとシャイな性格なのもあるが呼気で人を傷つけたくないため非常に無口。人を害さず人を知ることができ、自分の立場を忘れ物語の世界に没頭できる本が大好き。また人や物に触れられない代わりに気に入った美しいものを描き残すのが得意。
アンリ
ルーナが一目惚れした街の少年で白魔女の家系。
初登場時は16歳。憧れから絵に描き起こされるが渾身の出来により本人の魂が宿りルーナと夜空の下でダンスを踊り親交を持つ。しかしそれが悪影響となり本体の魅力が吸い取られすっかりやつれてしまっていた。罪悪感を感じたルーナによって魂を返されるが絵の時に交流した記憶が甦りルーナに興味を持ち交流を深めていく。しかし絵の姿となり交流する度に彼の身体は衰弱してしまったためルーナにより関わった記憶をすべて消された。
クロード
カラスの少年でルーナが世話になっているとある大魔法使いの使い魔。人の姿の時にはクチバシのみのペストマスクのようなものを身に付けている。口が悪く威圧的な性格だが何かとルーナを見守り手助けをしている。白魔女の家系のアンリと交流を持つ事によりルーナが魔女狩りの対象となる危険性を感じ警告する。カラスのサガか光り物が大好き。
リゼ / リゼル
ルーナが住む森の小川に流れ着いた美しい少年。
胸に呪いのナイフが突き立てられ負傷していた所をルーナ達に保護される。ナイフの呪い以上に禍々しく膨大な毒を身に纏っており、その正体は前王妃の王子ノアで、毒の化け物の成れの果ての種である「呪いの仔」。ルーナが膨大な毒を全て身に受け森の主人の元で分解浄化するも、上位黒魔女と魔導士達にいずれの脅威として始末されそうになる。かつて呪いの仔であったルーナが魔女となり成れの果てとなる運命を免れたように、彼を一人前の魔法使いとして育て成れの果てとなる運命を回避しようとする。寝ぐせがとてもアグレッシブ。初登場時は15歳だったが、現在は大体10歳ぐらいの姿で過ごしている。

### 黒魔女
鳥の魔法使い
銀髪のシルバーブルーアイの男性で、全体的に色素が薄い。育ちが良く、穏やか。白魔女出身・性質を持ちながら、特級黒魔法使いレベルの能力と思想をもっており、高位の白魔法使いでありながら、隠れ黒魔法使い且つ最年長リーダー格。周りの鳥は全て使い魔(人型になれる鳥がほとんど）翼あるものを統べる魔法の持ち主。配下・同僚格からは「鳥さま」「鳥殿」「鳥閣下」と呼ばれている。ルーナ肯定派。
焔の魔法使い
日焼けした肌と深紅の瞳の男性。身長は190cm近い。一番偉そうにしているけど実はメンバーの中では年下組。風の魔法使いと世代が近く、風邪と帆脳の煽り煽られの関係性のためか喧嘩しつつも仲がいい。以外とダンスが得意で、性格間反対の風魔と水魔とはダンスが得意という共通点で気が合っている。真面目で融通効かない苦労性だが納得いけば受け入れる柔軟性がある。断捨離体質でものも言葉も人間関係も無駄と判断するとすぐ切り捨てがち。ルーナ危険視派。
花の魔法使い / ルチアーノ
亜麻色の髪の男性。協調性に欠ける守銭奴。ルーナやや否認派。
水の魔女
プラチナブロンドの髪の女性。悪気なく場に水を差し、嫌なことも人にやってあげたこともすぐ忘れる性格。ルーナをとても評価してて好印象を持っており、ちょいちょいお世話している。
石の魔女 / セーラ
頭が固く、マニュアル至上主義で段取りマニア。メンバーの中では2番目に年下。高貴な育ち。水＋グレーの髪。ルーナ否認派。
獣の魔法使い / キリル
見た目は10歳ぐらいの少年だが成人男性でメンバーの中では年上組。年齢不詳。身長130cmほど。魔力に満ちすぎてみた目がどうしても若返ってしまった。変身魔法でふけることも可能だが、偽るのがめんどくさい性格。黒魔法使いの中では、鳥・緑の魔法使いに次ぐ黒魔歴の持ち主。面倒見がよく、しゃべるとやや好戦的。獣系の魔法生物を生み出しているスペシャリスト。彼に対してどんな獣もメロメロか柔和になる。鳥の魔法使いが統べるドラゴンも獣の魔法使いには荒々しさをひっこめるほど。ルーナ肯定派。
蟲の魔法使い
一番の後輩で、一番体がでかい。無口。獣の魔法使いに懐いており、獣の魔法使いがルーナ肯定派なので、それに倣っている。
東方の魔女
年齢出身地不詳。言葉が通じていないか、都合悪い時だけ通じていないふりしているのか不明。
猫の魔女 / ドロシー
ルーナと同世代くらいの若い魔女で故人。黒魔女狩りにより処刑された。
鼠の魔法使い
町に鼠の姿で隠れて住んでいる魔法使い。猫の魔女と行動を共にしていた。
蝙蝠の魔法使い
猫の魔女と行動を共にしていた。
風の魔法使い
男性。身長は170cmほど。会議サボリ常習犯。気分屋でフラフラしており、逃げることに関しては天才。案外社交性がありするっと人の懐に入れる。関西弁で話す。
緑の魔法使い / エルロイ
男性、故人。緑の黒髪、緑の瞳。身長は180cmほど。「緑の御方」と呼ばれることが多い。ルーナと花の魔法使いの師匠格。弟子・孫弟子がたくさんいる。日本の江戸っ子にあたる口調。魔法使いになる前は、多少奔放な生き方をしていた。黒魔法使い歴は鳥の魔法使いと同じぐらい。存命時は鳥の魔法使いと同格といわれるほどの実力を持った大魔法使い。白魔女のチャームをはじき返しかつその白魔女の中に取り込まれた黒魔女の魔力のみを盗み出し、種に変換し、花畑に咲かせていた。その花畑は弟子のルーナに引き継がれ、彼女のヤサシイタケの聖域となる。
先代の石の魔女
過去編の時間軸では魔力が減って、肉体の若作りに勝手に充てられる魔力がもたなくなり老けてしまっている。高貴な身分らしく、年長朱に交わりすぎて口調のガラが悪い。一時期、若き緑の魔法使いと獣の魔法使いの指導魔法使いをやっており、その際にヤンチャだった若き獣魔とはかなりガチバトル指導をしていた。ペットは動く水晶の「タマ」と「キュウ」。

### 白魔女
アンリの上官
少女に見えるがそれなりのお年の白魔法使いの男性。閣下と呼ばれており、かなり高位の役職。アンリの遠縁で上官。
白魔法使いの王 / 現王ルドルフ陛下
問題も多く、冷酷と噂の王。あだ名は「首切り王」。リゼルの父親。
前王妃
リゼルの母親で故人。
現王妃
先代の王妃の妹で、姉からリゼルを託されるが、彼の暗殺を計画した人物。現王ルドルフ陛下との間に子供はいるが、子供達は「王の力」を持っていない。

### その他の人物
牛のミノス
ルーナと一緒に住んでいる小さな二足歩行の牛の魔法生物。三月に一度ルーナが作った薬を彼女と一緒に街まで運び売っている。その際は普通の牛の姿に変わる。
羊のメリノー
ルーナと一緒に住んでいる小さな二足歩行の羊の魔法生物。
猫のシシィ
ルーナと一緒に住んでいる小さな二足歩行の猫の魔法生物。背中に蝙蝠の羽がある。元は猫の魔女とと行動していたが、彼女の死後ルーナの元に移る。
薬屋の主人
街で薬屋を営んでいる中年の男性。黒魔女に対する知識が豊富で、ルーナのことを拒絶しない数少ない人物。ルーナの作る薬の効力を認めており、ルーナが作った薬を仕入れ、彼女が作ったものであることを明らかにしないまま、店で販売している。ほかの人間ほどは黒魔女に対する偏見を持っていないが、ルーナと話す時はつねにマスクをしている。
本屋の主人
街で本屋を営んでいる若い男性。端正な顔立ちをしている。妖精と人間のハーフの子孫。いつもは人間の姿をしているが、本来の姿は妖精。ルーナには妖精の姿が、人間の姿に重なって見えている。出自の関係から黒魔女および黒魔術に関する造詣が深く、ルーナのことを恐れない数少ない人物。ルーナが生み出す毒キノコが、街の住民の悪意や邪気を吸収して発生することも知っている。
ランスロット
某国の王子。外遊先の魔法強国を探る極秘任務中のスパイだったが、スパイ活動がばれて、白魔女に呪いとなる変身魔法をかけられ、豚の姿で町に捨てられる。町の住人に食べられそうになった時にルーナのキノコの聖域に飛ばされ、ルーナに呪いを解かれる。

## 用語
黒魔女 (くろまじょ)
強い力を持つ孤立主義の魔女たちを総称した言葉。国や王家に従わず、在野で思い思いに活動をしている魔女。それゆえに白魔女からは忌み嫌われており、度々いわれのない罪を着せられ、殺害される「魔女狩り」の対象となっている。
黒魔法使いは汚染・怨念・疫病、様々なこの世の毒根絶に従事することにより普通の人間や波の魔法使いと違ってかなり毒に耐性がある。毒浄化活動のために有毒生物を使い魔に持つ者も多い。それ故人々は黒魔法使いを「毒魔法使い」と大雑把に括るが、黒魔女・黒魔法使いはあくまで並外れた毒耐性があるだけでルーナのように毒の息、毒の皮膚をもち、その身に毒を取り込み、毒の生物も持っていない毒分解・浄化の体質を持っているのはルーナのみ。

〜黒魔女の特徴〜
- 自然エネルギーを直に吸収して魔力に変換できる。
- 白魔と比べて魔力の器が大きく、個々の実力が異なる。
- 恋愛をすると、魔力が変質する。黒魔女にとって恋は毒。
- 魔力の強い黒魔であれば、凡庸な白魔女のチャームなら跳ね返せる。
- 黒魔法使いとして一人前になると、自然エネルギーを糧にするので人間のころの食の感覚を失いがち。
- 人としての感覚が薄く、人に対して共感性が乏しくなりがちで、あまり人心を掴めない。
- 個人主義の自由主義で、国にとらわれず活動する。
- 世界を侵す毒を浄化し、成れの果てを退治にあたって、結束している。
- 精霊や魔と契約を特に交わさなくても従える力はあるが、礼儀として力を借りる場合はお礼(代償)を払う。
- 毒に侵された瀕死の生き物を、合意があった場合のみ魔法生物にする事ができる。
- 魔力が保てなくなると、肉体的に老いていく。

白魔女 (しろまじょ)
王家に従う魔女たちを総称した言葉。魔術を駆使して王国を近隣諸国の脅威から守る役割を担っている。代々の王は有力な白魔女を王妃として迎えるしきたりになっている。そのため、白魔女の血統につらなる者は王国内で強大な権勢を振るっている。王家にも国にも属す必要のない強い力を持つ個人主義者を黒魔女・黒魔法使いとし自分たちに都合の悪い魔女に罪を着せては「黒魔女狩り」と称して迫害・粛清している。

〜白魔女の特徴〜
- 人と同じ食形態をとり、人としての感覚が強い。
- 自然エネルギー食いはあまりできず(能力の高いものはできる者もいる)魔力は秘薬や精霊や魔からの摂取、人との性接触での摂取で補ってる。
- 呪文の詠唱で、チャームで惑わし呪で縛る契約によって、魔や精霊の力を間借りして魔法を使う（魔力・寿命・若さの出どころはそこ）。
- 真名を唱えて魔法を使い、真名が魔法を管理する鍵であり、急所。自分の真名を人に晒すことは呪いの的を曝け出すようなもの。
- 使い魔の真名を奪って、使い魔を操る。
- 黒魔法使いと比べて、根本的に魔力の器が小さい。
- 真名を読み取る力のある白魔の王の統べる国の一員として働く。
- チャーム（魅力）が強く、人心を惑わす力がある。
- 性欲や情愛を通じて他者から魔力を得られる。恋の力でチャームを倍増させ、魔力を強める。白魔女にとって恋は力。
- 黒魔女の魔力を恋で惑わせ、性行為で奪うことができる。
- 魔力が保てなくなると、肉体的に老いていく。

黒魔女会議
世界に散らばる上位実力者の一握りの黒魔女・黒魔導士が重大な決議をするにあたって不定期で開かれる会議。

魔法生物（魔物）
魔法により特別な体系・体質・能力を持つ物に作り替えられた生物。略して魔物と呼ばれているが、いわゆる「魔の生物」というわけではなく、人間と同じくいい性格もいれば悪い性格の生物もいる。ルーナのそばにいるミノス・メリノー・シシィ達他も魔法生物。

毒生物
この世の毒を体内に摂取しすぎて、体が毒進化・変形した生き物で、大抵体から毒瘴気を放っている。蝕まれた毒により体に痛みや苦しみを抱えてる者が多いらしく、寿命も短い者が多い。毒生物に触られて体質が移って毒生物になってしまう。

成れの果て
この汚染された世界が生んだ最凶の毒の化け物。これに生物が捕まれば苦しみ悶え腐り溶けて死んでしまう。成れの果てがたどった土地には何年も草一つ生えない。一般的にはいつごろから現れるのか、どうしてその名なのか、どこから生まれるのか不明とされているが、実際は呪いの仔の人間が成れの果てとなる（混乱を招くため、極秘情報となっている）。土地や大気の毒を取り除き、この世の汚染の仕組の解明に取り組み、その強力な魔法で成れの果てを退治してきたのは毒の黒魔法使いたち。

白魔法使いの王
- 王は、白魔の国が信仰する守護神「愛の女神」により選ばれる。
- 「王の力」という、他者の真名を読み取り白魔を従わせる力を授かった者が女神に選ばれた明石。
- 「王の力」は使い度に寿命や健康を削る。
- 白魔は愛の女神か、恋愛で魔力が磨かれる。
- 白魔の王は真の愛が込められた「愛の歌」を女神への供物として歌い捧げる勤めが課されている。
- 女神が供物を気に入れば、国は祝福を受け国力が栄える。
- 白魔は生殖において愛が介在しないと生まれた子に魔力が受け継がれにくい。
- 王に至っては、愛のない生殖では「王の力」を子に受け継ぎにくくなるので、そうすると王権が安定せず国が乱れるもとになる。
- 女神以外で、王が愛の歌を聞かせた相手は王を愛さずにいられなくなる。これも「王の力」なので王は妄りに不誠実に愛の歌は歌わない。
- 退位後は愛の女神の守護（ジーニーズ＆王の力）は離れるので、多くの人の真名を知る禍の者となるので、暗殺されることが多い。

王の守護精霊「ジーニーズ」
愛の女神から遣わされて、王たるものに使役する精霊。ミニタイプと人型以外にも姿を変化できる。ジーニーズの見た目はその時の王の好みが反映される。愛の女神の力が強まってるかどうかで、王に仕えるジーニーズの数は増減する。王は命を狙われることが多いので、身の回りの世話・執務・ボディガード・連絡役・遊び相手等、多岐にわたり役目をこなす。

## 書誌情報
- 樋口橘『シャンピニオンの魔女』白泉社〈花とゆめコミックススペシャル〉、既刊6巻（2024年12月20日現在）
  1. 2020年4月20日発売[4]、ISBN 978-4-592-22727-4
  2. 2020年12月18日発売[5]、ISBN 978-4-592-22748-9
  3. 2021年9月17日発売[6]、ISBN 978-4-592-22749-6
  4. 2022年8月19日発売[7]、ISBN 978-4-592-22869-1
  5. 2023年7月20日発売[8]、ISBN 978-4-592-22892-9
  6. 2024年12月20日発売[9]、ISBN 978-4-592-23047-2

## テレビアニメ
2026年1月よりTBSテレビ他にて放送予定。

### スタッフ
- 原作 - 樋口橘[3]
- 監督 - 久保洋祐[3]
- シリーズ構成 - 柿原優子[3]
- キャラクターデザイン - 松元美季[3]
- アニメーション制作 - 颱風グラフィックス×Qzil.la[3]